# Miss USA 1957

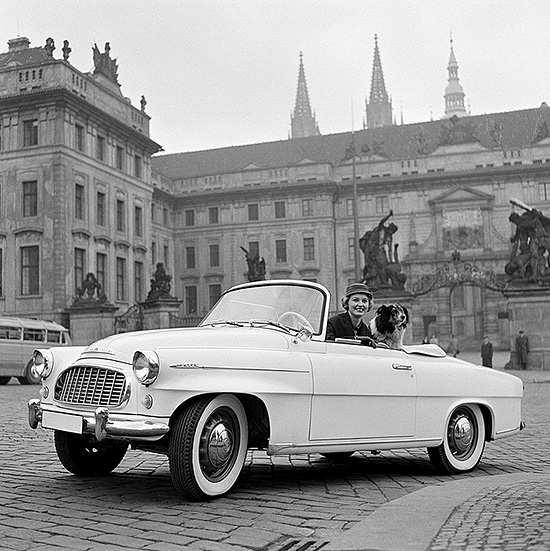
Charlotte Sheffield, Miss USA 1957

A sexta edição do concurso Miss USA aconteceu no dia 17 de julho de 1957, durante a programação preparatória para o concurso Miss Universo daquele ano. Esta edição do Miss USA é marcada como sendo a única (ate à data) em que a vencedora teve seu título cassado pelos organizadores do certame.

## Escândalo e destituição
Ao fim do concurso, Mary Leona Gage, de Maryland, foi declarada vencedora e coroada pela antecessora (e Miss Universo 1956) Carol Morris, de Iowa. No dia seguinte ao concurso, rumores sobre circunstâncias passadas e presentes de Gage começaram a circular, e por consequência, Gage não mentiu apenas sobre a sua idade (tinha 18 anos e não 21, como ela originalmente declarara), mas também por ter sido casada por duas vezes e ter dois filhos. Como Gage violou uma série de regras, os diretores do Miss USA desclassificaram-na após as acusações terem sido checadas e verificadas.
A coroa e o pacote associado de prêmios passaram para a segunda colocada, Charlotte Sheffield de Utah, enquanto as três outras finalistas subiram uma posição e a semi-finalista melhor pontuada, Kathryn Gabriel de Ohio, foi promovida a quinta colocada. No entanto, à época da grande publicidade dada ao escândalo, o júri preliminar do Miss Universo também classificava (no qual, ironicamente, Gage tinha sido escolhida semi-finalista pelos jurados, colocando-a na competição enquanto as acusações contra ela eram investigadas), no entanto Sheffield era inelegível para o concurso - a única vez em que os Estados Unidos ficaram sem representação no Miss Universo. Mais tarde, Sheffield foi enviada a Londres como representante americana no Miss Mundo 1957, mas não se classificou.

## Resultados
| Resultados Finais | Candidata |
| ----------------- | --- |
| Miss USA 1957     | - Maryland - Mary Leona Gage(destituída) |
| Miss USA 1957     | - Utah - Charlotte Sheffield (successora) |
| 2ª colocada       | - Virgínia Ocidental - Ruth Parr |
| 3ª colocada       | - Nevada - Joan Adams |
| 4ª colocada       | - Nebraska - Carolyn McGirr |
| 5ª colocada       | - Ohio - Kathryn Gabriel |
| Top 15            | - Arkansas - Helen Garrott - Califórnia - Peggy Jacobson - Illinois - Marianne Gaba - Iowa - Judith Hall - Massachusetts - Sandra Ramsey - Nova Iorque - Sanita Pelkey - Carolina do Sul - Jean Spotts - Texas - Gloria Hunt - Washington - Diana Schafer |

## Candidatas
Estados
| - Arkansas - Helen Garrott - Califórnia - Peggy Jacobson - Colorado - Mary Clapham - Connecticut - Rosemary Galliotti - Delaware - Patricia Ellingsworth - Flórida - Deanie Cates - Geórgia - Ruth Lycan - Illinois - Marianne Gaba - Indiana - Pat Dorsett - Iowa - Judith Hall - Louisiana - Earlyn Regouffre - Maine - Roberta Aymie - Maryland - Mary Leona Gage (destituída) - Massachusetts - Sandra Ramsey - Michigan - Sharon Moore - Minnesota - Mary Ford - Missouri - Judith Murback - Nebraska - Carolyn McGirr - Nevada - Joan Adams - Nova Hampshire - Lyla Moran - Nova Jérsei - Jeanne Lewis | - Novo México - Patricia Stafford - Nova Iorque - Sanita Pelkey - Carolina do Norte - Peggy Ann Dennis - Dakota do Norte - Anne-Marit Studness - Ohio - Kathryn Gabriel - Oklahoma - Rose Mary Raab - Oregon - Sonja Landsem - Pensilvânia - Rosalie Culp - Rhode Island - Myrna Altieri - Carolina do Sul - Jean Spotts - Dakota do Sul - Gay Marshall - Tennessee - Patricia Prather - Texas - Gloria Hunt - Utah - Charlotte Sheffield - Vermont - Marjorie Link - Virgínia - Patricia Bush - Washington - Diana Schafer - Virgínia Ocidental - Ruth Parr - Wisconsin - Natalie Lueck - Wyoming - Marilyn Hawkins |

Cidades
- Miami Beach - Faye Ray
- Filadélfia - Barbara Miller
- St. Louis, Missouri - Carole Learn